# 汐留イベント部
『汐留イベント部』（しおどめイベントぶ）は、日本テレビ（関東ローカル）で毎週金曜深夜（正確には土曜未明）26:05 - 26:20(JST)に放送された、同局のイベント告知を趣旨とした広報番組・バラエティ番組である。2005年10月スタート。2009年10月から放送時間が毎週金曜深夜26:10 - 26:25に変更になった。2010年3月26日に終了。後番組は『漱石の犬』。
汐留の某テレビ局のイベント部の落ちこぼれ社員たちが島流しにされた分室を舞台としたミニコント形式。

## 主な出演者
- 課長 - 神奈月（窓際生活30年→31年→32年）
- 係長 - 原口あきまさ（入社10年→11年→12年）
- 平社員 - 堀口文宏（あさりど）（入社10年→11年→12年）
- 平社員 - ホリ（新婚→入社10年）
- 平社員 - はなわ（中途入社）
- アルバイト - スザンヌ（九州出身モデル） ※はなわの後輩という設定。
- 部次長（5代目） - 古市幸子（日本テレビアナウンサー） ※2008年10月1日より着任。前任の森富美とは同期。

### 過去の出演者
- 部次長（初代） - 小野寺麻衣（在職6年、当時・日本テレビアナウンサー）

※2006年4月5日の放送をもって「寿退職」したが、翌週4月12日の放送にも登場
- 部次長（2代目） - 杉上佐智枝（入社6年、日本テレビアナウンサー）

※2006年4月12日より着任したが、2007年4月4日を最後に退任
- 部次長（3代目） - 葉山エレーヌ（入社2年、日本テレビアナウンサー）

※2007年4月11日より着任したが、同年11月7日を最後に退任（帯番組『スッキリ!!』への起用に伴うものとみられる）
- 部次長（4代目） - 森富美（入社12年、日本テレビアナウンサー）

※2007年11月14日より着任したが、2008年9月24日を最後に産休のため退任
- アルバイト - インリン・オブ・ジョイトイ ※初期の約3ヶ月のみで降板